# Rue Cortot
Rue Cortot är en gata i Quartier de Clignancourt i Paris artonde arrondissement. Gatan är uppkallad efter den franske skulptören Jean-Pierre Cortot (1787–1843). Rue Cortot börjar vid Rue de Mont-Cenis 20 och slutar vid Rue des Saules 8.

## Omgivningar
- Sacré-Cœur
- Saint-Pierre de Montmartre
- La Maison Rose
- Square Claude-Charpentier
- Jardin sauvage Saint-Vincent

## Bilder
| - Gatuskylt. - Sacré-Cœur. - Saint-Pierre de Montmartre. - La Maison Rose. - Square Claude-Charpentier. |

## Kommunikationer
- Tunnelbana – linje  – Lamarck – Caulaincourt
- Busshållplats Saules – Cortot – Paris bussnät

### Webbkällor
- ”Rue Cortot”. Mairie de Paris. https://web.archive.org/web/20150514020426/http://www.v2asp.paris.fr/commun/v2asp/v2/nomenclature_voies/Voieactu/2347.nom.htm. Läst 27 augusti 2023.
- ”Rue Cortot”. Les rues de Paris. https://web.archive.org/web/20190727195542/http://www.parisrues.com/rues18/paris-18-rue-cortot.html. Läst 27 augusti 2023.